# 東京センタースポーツ
東京センタースポーツ株式会社（とうきょうセンタースポーツ）は、東京都江戸川区南小岩に本社を置いた企業。
1927年創業。ブランド名はハドソン（ゲームメーカーのハドソンとは全く関連はない）。
野球審判員のプロテクター製造・販売会社で、創業年から見てとれるように、その歴史は古く、1950年に製造発売されたアウトサイドプロテクターが、同年セ・リーグ審判部に採用されているほか、1996年からアメリカメジャーリーグのワールドシリーズでも採用・使用され、インサイドプロテクター（主に硬式・軟式・ソフト兼用）の製造・販売をメインに、マスク（硬式用）、レガーズ、ボール袋などの製造・販売もてがけていた。
なお、一般のスポーツ用品も販売していた。
プロテクターに関しては問題ない品質を誇っていたが、2008年1月に社長が逝去した事により廃業。